# Kultura mykeńska

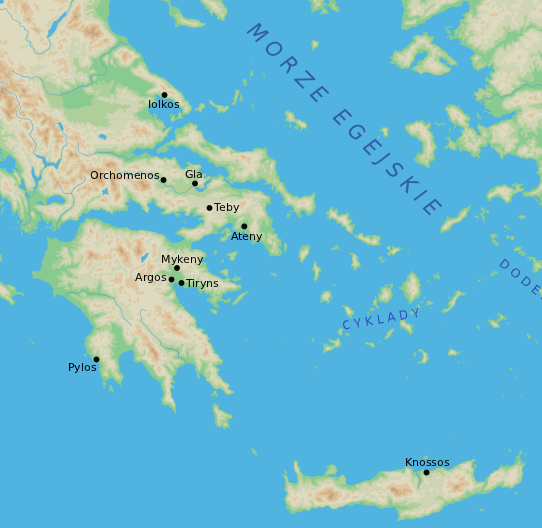
Główne ośrodki cywilizacji mykeńskiej

Kultura (cywilizacja) mykeńska (ok. 1700/1600 – 1150 p.n.e.) – najstarsza greckojęzyczna kultura rozwijająca się w późnej epoce brązu na terenie Grecji kontynentalnej (stopniowo rozprzestrzeniła się na inne obszary regionu egejskiego), ostatnia faza kultury helladzkiej. 
Nazwa pochodzi od ważnego ośrodka tej cywilizacji – Myken w Argolidzie. Szczyt jej rozwoju nastąpił w tzw. okresie pałacowym, kiedy rozległe pałace mykeńskie stały się ośrodkami władzy, kultu i centrami gospodarczymi. Kulturę tę poznano dokładniej dopiero pod koniec XIX wieku dzięki pracom wykopaliskowym prowadzonym przez archeologa Heinricha Schliemanna w 1874 roku, a później przez jego następców.

## Periodyzacja
Najczęściej wyróżnia się trzy (różnie nazywane) fazy rozwoju kultury mykeńskiej:
- okres wczesnomykeński (przedpałacowy, grobów szybowych) – ok. 1700–1450 p.n.e.
- okres środkowomykeński (pałacowy) – ok. 1450–1225 p.n.e. Okres ten bywa dzielony na dwie fazy:
  - wstępną (grobów kopułowych) – ok. 1450–1365 p.n.e.
  - pałacową – ok. 1365–1225 p.n.e.
- okres późnomykeński (popałacowy, schyłkowy) – ok. 1225 – 1150/1125 p.n.e.

## Zarys historyczny
Achajowie (Achajoi) pojawili się w Grecji w XVI wieku p.n.e. Ich pochodzenie nie jest znane. W połowie XV w. p.n.e. podbili Kretę (a przynajmniej Knossos), przejmując zdobycze cywilizacji minojskiej – m.in. pismo linearne B zdradzające podobieństwo do pisma linearnego A. Zapisywanie języka Achajów w sylabicznym systemie (samogłoski i sylaby otwarte) pisma linearnego B sprawiało spore kłopoty, co stanowi dodatkowy dowód zapożyczenia od ludu niegreckiego. Pismem tym Achajowie posługiwali się wyłącznie w celach administracyjnych.
W XIV w. p.n.e. zbudowano pierwsze pałace obronne. Powstały one w Atenach i Tirynsie. W następnym stuleciu (XIII) pałace wzniesiono w Mykenach, Pylos, Gla i Tebach. Były one siedzibami władców noszących tytuł „wanaks”, będąc tym samym ośrodkami władzy, kultury, rzemiosła i handlu. Rzemieślnicy wytwarzali dobra luksusowe i broń. Przedmiotami luksusowymi handlowano. Handel zewnętrzny organizowany był wyłącznie przez władców. Zajmowali się nim wyznaczeni przez wanaksów pośrednicy, gdyż kupców samodzielnie prowadzących handel nie było. Eksportowano ceramikę, naczynia z brązu, oliwę i tkaniny. Domostwa rzemieślników skupiały się wokół pałacu. Poza warsztatami pałacowymi i służebnymi istniały również warsztaty miejskie produkujące na potrzeby miasta w którym odbywał się drobny handel wewnętrzny. W miastach mykeńskich rozwijały się przede wszystkim warsztaty kowalskie, kamieniarskie, garncarskie, złotnicze i inne, a rzemieślnicy zajmowali się zarazem produkcją jak i sprzedażą produktów na lokalnym rynku. Importowano miedź, cynę, złoto, srebro, kość słoniową i bursztyn. Wieś okresu mykeńskiego tworzyły w dużym stopniu społeczności samowystarczalne. Jednak bliskość rozwiniętych ośrodków rzemieślniczo-handlowych stwarzała warunki do tworzenia się relacji gospodarczych pomiędzy miastem a wsią. Podstawowe narzędzia pracy, tkaniny i ubrania rolnicy w dużej mierze wytwarzali sami i nabywali oni tylko te produkty z miasta, których wieś nie posiadała. Ponieważ właścicielem ziemi był wanaks, użytkujący ją mieszkańcy miast i okolicznych wsi uiszczali mu daninę. Mykeńscy, szlachetnie urodzeni właściciele ziemscy, podobnie jak pozostali mieszkańcy, mogli podlegać zobowiązaniom typu "feudalnego". Była to sytuacja w której urzędnicy, przywódcy wojskowi, żołnierze, rzemieślnicy i rolnicy posiadali ziemię pod warunkiem, że świadczyli oni odpowiednie usługi. Mykeny przez wiele wieków były najważniejszym ośrodkiem władzy, wywierającym wpływ na Beocję, Attykę i Tesalię. O pozycji ich decydował fakt, że dzięki dostępowi do morza utrzymywały szerokie kontakty handlowe.

### Upadek
Do upadku cywilizacji mykeńskiej doprowadziła inwazja tzw. Ludów Morza (ok. 1200 r. p.n.e.), a następnie najazdy plemienia Dorów (ok. 1100 r. p.n.e.).
Około roku 1200 p.n.e. „Ludy Morza” zniszczyły państwo Hetytów i zrujnowały centra handlowe w Syrii, przerywając tym samym dostawy do Grecji mykeńskiej złota, srebra, kości słoniowej i bursztynu. Najdotkliwsze było odcięcie dostaw miedzi i cyny, niezbędnych do wytopu brązu wykorzystywanego do produkcji broni. Środki utrzymania pałaców skurczyły się. Podstawy materialne władzy wanaksów uległy zachwianiu. Nasiliły się wojny między „państwami pałacowymi”, których celem przestało być zdobycie sławy i zwierzchnictwa; teraz stały się sposobem pozyskania deficytowych dóbr poprzez łupienie przeciwnika. Wiele pałaców było niszczonych, odbudowywanych, a po kilku latach znowu niszczonych. Mykeny i Tiryns burzono trzykrotnie, pozostałe ośrodki pałacowe niszczono w różnych odstępach czasu. Rzemieślnicze „osady pałacowe” zostały opuszczone, rzemiosło upadło, handel zamarł. Całkowicie zaniechano budowania grobów kopułowych – miejsc pochówku wanaksów. Wyludniła się Lakonia i żyzna Messenia. Proces upadku trwał kilka pokoleń.
Sytuacja ta zachęciła Dorów do powrotu na Peloponez. W 1150 p.n.e. Kleodajos na czele Dorów wyruszył na Mykeny, lecz poniósł klęskę na Przesmyku Korynckim. Po dwudziestu latach, w roku 1130 p.n.e. Arystomachos ponownie powiódł Dorów przeciwko Mykenom. Również i on został pokonany na Istmie. Trzydzieści lat później Temenos i Kresfontes zwyciężyli wanaksa Myken – Tisamenosa. Dorowie zajęli Argolidę, Lakonię i Messenię.

### Wieki ciemne
Po tych wydarzeniach nastąpił okres nazywany wiekami ciemnymi. Był to okres kryzysu w rolnictwie i zmniejszenia się areału upraw winorośli i oliwki. Nastąpił częściowy nawrót do pasterstwa. Wyposażenie grobów z tej epoki było skromne i pozbawione cennych kruszców. 
Nie wszędzie jednak doszło do zupełnego upadku. Wykopaliska z Attyki i wyspy Eubei wskazują na dość dobrą sytuację ekonomiczną i utrzymanie wymiany handlowej z Egiptem, Syrią i Cyprem. Mykeńskie budownictwo monumentalne zachowało się w Jolkos i na Naksos. Czołowymi ośrodkami politycznymi były Ateny, Argos i Kreta. Jedynym typem osadnictwa pozostały osady wiejskie. Nawet ówczesne Ateny czy Argos były dużymi osadami, ale nie były miastami – pojawią się one dopiero w połowie VIII w. p.n.e. z nastaniem nowego okresu w dziejach starożytnej Grecji. Wkrótce w Atenach pojawia się dekoracyjna ceramika „geometryczna”, a wyposażenie pochówków wskazuje na powolny wzrost zamożności. Ceramika wykonywana na obrotowym kole garncarskim stała się poszukiwanym produktem eksportowym Grecji w okresie „wieków ciemnych”.
Również w tym okresie dokonał się inny zwrot w cywilizacji technicznej Greków – upowszechnienie żelaza. Było ono znane Achajom, jednak dostatek miedzi i cyny powodował, że używano łatwiejszego w wytopie brązu, z którego wytwarzano broń, naczynia i ozdoby. Z rud żelaza otrzymywano jedynie gąbczastą surówkę, z której możliwe było wykuwanie tylko drobnych przedmiotów; większe (siekiery, miecze, sztylety) były lichej jakości, gorsze od wykonanych z brązu, wskutek czego broń żelazna służyła do ozdoby, nie do walki. Dopiero niedostatek cyny i miedzi wymusił udoskonalenie techniki obróbki żelaza.
W okresie „wieków ciemnych” zaczęła się kształtować religia właściwa późniejszej Grecji klasycznej. Z okresu mykeńskiego znamy (tylko z nazwy) imiona takich bóstw jak: Posidaeja, Diwija, Pajawon, Pani Labiryntu, Pani na koniu, Pani ze szczytów, Pipituna, Eleutia, Mater Theia, Manasa, Drimios, Dipsioi, Enuualios. Naczelnym bóstwem był Posejdon. Znana była Hera, Artemida, Atena, Ares i Dionizos. Zeus był bóstwem drugorzędnym.

## Gospodarka Grecji mykeńskiej
Głównym centrum był pałac, który kierował produkcją i handlem. Ważne miejsce w gospodarce zajmowało rolnictwo; na istnienie pewnych nadwyżek wskazuje obecność spichlerzy. Ponieważ właścicielem ziemi był wanaks, istniały dwa rodzaje użytkowania ziemi przez poddanych:
- „kotona kitimena” – działka ziemi nadana przez władcę na określony czas i na określonych warunkach (tak najczęściej wanaksowie wynagradzali zasłużonych);
- „kotona kekemena” – ziemia użytkowana przez wspólnoty wiejskie wydzierżawiające ją swym członkom, którzy płacili wanaksowi daninę.

Poza rolnictwem rozwijało się również rzemiosło nastawione na eksport. Odkrycie w Barbati na Peloponezie wielkiego centrum produkcji ceramiki, w Mykenach ośrodka, w którym koncentrował się eksport oliwy oraz produkcja mebli – daje wyobrażenie o możliwościach ekonomicznych Grecji mykeńskiej. Zasięg handlu wyznaczają znaleziska zabytków kultury materialnej Myken, napotykanych od Sycylii po Egipt i Syrię.

## Społeczeństwo epoki mykeńskiej
W społeczeństwie mykeńskim władza i ziemia należała do króla z tytułem wanaks, obok zaś niego stał dowódca wojskowy lawagetas (z greckiego ‘wojsko’ i ‘prowadzić’). Wanaks nadawał w użytkowanie działki ziemi swym przybocznym towarzyszom (hequetai), w zamian za co obowiązani byli oni do służby wojskowej. Część z nich walczyła na rydwanach; w czasie pokoju dbali o konie i rydwany będące własnością wanaksa. Inni hequetai dowodzili oddziałami pieszymi. Ścisłej grupy urzędniczej nie było, ponieważ nie istniał system biurokratyczny. W razie potrzeby władca wybierał odpowiednie osoby spośród hequetai i zlecał im wykonanie określonych zadań. W takich warunkach nie wykształciła się jeszcze znana z późniejszych wieków arystokracja. Najniżej w społeczeństwie stali niewolnicy – douloi, choć byli oni nieliczni i trudno wskazać istotne różnice w statusie pomiędzy nimi a ludźmi wolnymi.
Mykeńczycy byli mocno spokrewnieni z Minojczykami, których cywilizacja rozkwitała na Krecie pomiędzy 3000 a 1400 rokiem przed Chrystusem.